# 巴姆哈尼
巴姆哈尼（Bamhani），是印度中央邦Mandla县的一个城镇。总人口9619（2001年）。

## 人口
该地2001年总人口9619人，其中男性4891人，女性4728人；0—6岁人口1189人，其中男622人，女567人；识字率71.48%，其中男性为78.96%，女性为63.75%。